# Лавров, Александр Степанович
Алекса́ндр Степа́нович Лавро́в (4 (16) апреля 1838, Санкт-Петербургская губерния, Российская империя — 1904, там же) — российский учёный-металлург, специалист в области металловедения и термической обработки металлов, горный инженер, отставной генерал-майор артиллерии (1879).

## Биография
Родился 4 (16) апреля 1838 в семье обедневшего дворянина Тверской губернии. Поступил в Михайловскую артиллерийскую академию, закончил её в 1859 году и поступил в Корпус горных инженеров, где проучился 2 года. В 1861 направлен на сталепушечную фабрику в Златоусте, где изучал производство стальных орудийных стволов. В 1862—1869 годах работал приёмщиком стальных орудий на Уральских заводах. В 1877—1880 годах входил в состав особой комиссии Главного артиллерийского управления по перевооружению полевой артиллерии (в 1877—1878 годах возглавлял её).
В 1866 году выдвинул теорию стали как твёрдого раствора углерода в железе. В том же году совместно с Н. В. Калакуцким открыл явление ликвации (неоднородность химического состава, возникающая при его кристаллизации) в стали и установил зависимость ликвации от размеров слитка. Изучив процесс образования газовых и усадочных пустот в слитке металла и определив закономерности их расположения, предложил оптимальную конструкцию изложницы — формы, заполняемой расплавленным металлом для получения слитка. В 1871—1879 годах проводил исследования, направленные на усовершенствование бронзовых орудий, и предложил новый способ их отливки. В 1875 году основал в Гатчине меднолитейный завод для отливки изделий из изобретённой им фосфористой бронзы (ныне завод Бумагоделательного оборудования им. С. Г. Рошаля). Наладил отливку более совершенных церковных колоколов; так, в 1886 году на заводе были отлиты семь колоколов для храма Покрова Пресвятой Богородицы в Егерской слободе (Гатчина), а в 1898 году отлит один из колоколов для гатчинского собора св. апостола Павла. В 1891 году впервые в мировой практике применил алюминий как раскислитель при выплавке стали для фасонного литья; предложил использовать для подогрева стали в изложницах термитные порошки.